# 第4集团军 (苏联)
第4集团军是一个二战时期的苏联红军集团军，1939年成立，第二次世界大战爆发后，在崔可夫的指挥下作为白俄罗斯方面军的一部参与入侵波兰的军事行动，初期司令为亚历山大·科罗布科夫，下属由谢苗·克里沃申指挥的第29坦克旅部队参加了苏德布列斯特-立陶夫斯克联合阅兵，后期司令为列昂尼德·米哈伊洛维奇·桑达洛夫。苏德战争爆发后投入东线战场。1991年下属阿塞拜疆族部队曾参与驱逐亚美尼亚人的圆环行动。苏联解体后1992年解散。